# Aline Jost
Aline Jost-Di Raimondo (* 13. Juni 1992 in Düsseldorf) ist eine italienisch-deutsche Schauspielerin.

## Leben
Jost stand im Alter von 15 Jahren das erste Mal vor der Kamera. Erste Statistenrollen hatte sie in Niedrig und Kuhnt – Kommissare ermitteln (2009), Unter Beobachtung (2012/13) und Branko Lazar (2015/16). Es folgte eine Nebenrolle in Die Schulexperten.
Von 2018 bis 2022 spielte sie in der Fernsehserie Krass Schule – Die jungen Lehrer die Hauptrolle der Lehrerin Thea von Wiesenau. 2022 spielte sie die Rolle Emilia in der Netflixserie „Hype“.
Ebenfalls im Jahr 2022 moderierte sie das von der App TIKTOK organisierte Creator-Event Deutschlands in Berlin. Seit August 2023 moderiert sie für die Kampfsport-Organisation Oktagon.
Im Januar 2024 ist sie Jurymitglied in der Youtubeserie „Projekt Y“, in der sich über 500 Frauen bei Oktagon beworben haben.
Sie ist verheiratet und hat ein Kind.
Jost hat zwei abgeschlossene Berufsausbildungen zur Rechtsanwaltsfachangestellten und Sport-& Fitnesskauffrau. Während der zweiten Ausbildung erlangte sie zusätzlich die Trainer- & Ernährungslizenz.

## Filmografie
- 2009: Niedrig und Kuhnt – Kommissare ermitteln (Fernsehserie)
- 2013: Unter Beobachtung (Film)
- 2017: Die Schulexperten (Fernsehserie)
- 2018–2022, seit 2025 Krass Schule – Die jungen Lehrer (Fernsehserie)
- 2021: Krass Schulcamp – Pauken oder Party? (Fernsehserie)
- 2021: Veröffentlichung 1. Song: Endlich wach
- 2022: Hype – Das Rapmusical
- 2022: Moderation Tiktok „ForYou“ in Berlin
- Juni 2022: Veröffentlichung neuer Song: Du regst mich auf
- November 2022: Veröffentlichung neuer Song: kein Girl
- April 2023: Veröffentlichung neuer Song: es ist okay!
- Seit 2023: Moderatorin bei Oktagon Deutschland